# Polonius (bande dessinée)
Pour les articles homonymes, voir Polonius (homonymie).
Polonius est une bande dessinée de Philippe Picaret (scénario) et Jacques Tardi (Dessin) en noir et blanc parue chez Les Humanoïdes Associés en 1977. Elle fut publiée en feuilleton dans le magazine Métal Hurlant en 1976

## Résumé
Polonius est une histoire de science-fiction, racontée sous la forme d'un péplum antique. Elle raconte l'histoire de Polonius, condamné au bagne dans le désert et qui devient le protégé d'un général qu'il sauve de la noyade.
Il devient à son tour insensible et égoiste malgré son amour pour Ezzulia. Polonius fini par se prostituer pour survivre et le récit se termine, dans une ville rongée par la peste, Polonius restant assis seul au milieu des corbeaux.

## Publication
- Polonius, Les Humanoïdes Associés, 1977, 46 p.  (ISBN 2-902123-31-0)
- Polonius, Futuropolis, 1983, 42 p. (BNF 34713879)
- Polonius, Gallimard Collection Futuropolis/Gallimard, 2000, 56 p.  (ISBN 2-07-078805-9)

### Documentation
- Paul Gravett (dir.), « De 1970 à 1989 : Polonius », dans Les 1001 BD qu'il faut avoir lues dans sa vie, Flammarion, 2012 (ISBN 2081277735), p. 359.
- Fabien Tillon, « Mieux vaut Tardi que jamais », BoDoï, no 39,‎ mars 2001, p. 15.